# Energia nucleare nella Repubblica Democratica Tedesca
Nel 1990 l'energia nucleare in Germania Est generava meno di un quinto dell'energia elettrica prodotta in totale nel Paese.
Erano presenti in questa nazione due centrali nucleari in funzione che disponevano complessivamente di 5 reattori operativi e 4 in costruzione.
Si stava edificando una nuova centrale nucleare con due reattori.

## Storia

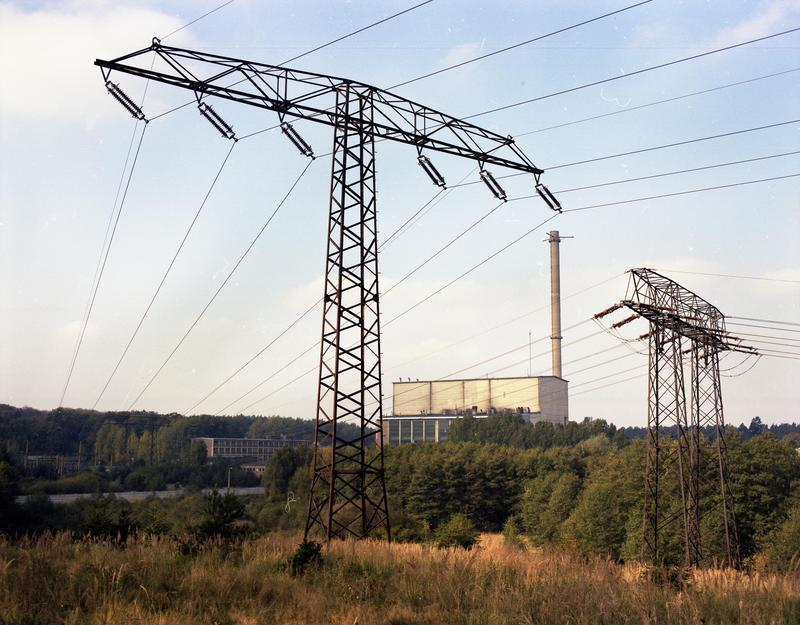
La centrale di Rheinsberg, il primo impianto commerciale della Germania Est.

### Sviluppo del programma nucleare

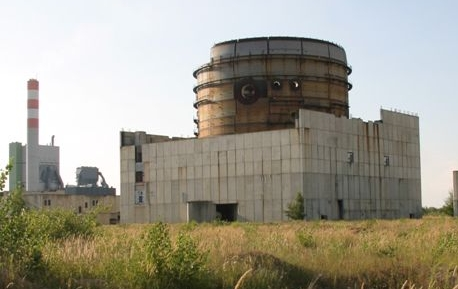
I resti della centrale di Stendal nel 2006.

Prima della Riunificazione tedesca era prevista una notevole espansione della capacità nucleare, tramite la costruzione dell'impianto di Stendal ed il completamento di quello di Greifswald con gli ultimi 4 reattori. Questi piani furono cancellati a causa della non convenienza economica di aggiornare i sistemi agli standard occidentali, la costruzione degli impianti in costruzione fu quindi interrotta e tutti gli impianti iniziarono ad essere smantellati, anche Greifswald 4 che era rimasto in funzione per pochi mesi e Greifswald 5 che doveva essere solo allacciato alla rete per diventare produttivo.

## Produzione di uranio
La Germania Est era un produttore di uranio; la sua produzione storica al 2006 è di 219.473t (considerando anche quello prodotto dalla Germania Ovest e dopo la Riunificazione tedesca), che la pongono come terzo produttore per importanza mondiale.

## Centrali nucleari
Tutti i dati della tabella sono aggiornati a novembre 1989
| Reattori operativi |                    |           |                    |                                    |                                   |                        |
| Centrale | Potenza netta (MW) | Tipologia | Inizio costruzione | Allacciamento alla rete            | Produzione commerciale            | Dismissione (prevista) |
| Greifswald (Reattore 1) | 408                | VVER440   | 1º marzo 1970      | 17 dicembre 1973                   | 12 luglio 1974                    |                        |
| Greifswald (Reattore 2) | 408                | VVER440   | 1º marzo 1970      | 23 dicembre 1974                   | 16 aprile 1975                    |                        |
| Greifswald (Reattore 3) | 408                | VVER440   | 1º aprile 1972     | 24 ottobre 1977                    | 1º maggio 1978                    |                        |
| Greifswald (Reattore 4) | 408                | VVER440   | 1º aprile 1972     | 03 settembre 1979                  | 1º novembre 1979                  |                        |
| Greifswald (Reattore 5) | 408                | VVER440   | 1º dicembre 1976   | 24 aprile 1989                     | 1º novembre 1989                  |                        |
| Rheinsberg | 62                 | VVER70    | 1º gennaio 1960    | 6 maggio 1966                      | 11 ottobre 1966                   |                        |
| Totale: 6 reattori per complessivi 2.102 MW |                    |           |                    |                                    |                                   |                        |
| Reattori in costruzione |                    |           |                    |                                    |                                   |                        |
| Centrale | Potenza netta (MW) | Tipologia | Inizio costruzione | Allacciamento alla rete (previsto) | Produzione commerciale (previsto) | Costo (previsto)       |
| Greifswald (Reattore 6) | 408                | VVER440   | 1º dicembre 1976   | N.D.                               | N.D.                              |                        |
| Greifswald (Reattore 7) | 408                | VVER440   | 1º dicembre 1978   | N.D.                               | N.D.                              |                        |
| Greifswald (Reattore 8) | 408                | VVER440   | 1 dicembre 1978    | N.D.                               | N.D.                              |                        |
| Stendal (Reattore 1) | 900                | VVER1000  | 1º dicembre 1982   | N.D.                               | N.D.                              |                        |
| Stendal (Reattore 2) | 900                | VVER1000  | 1º dicembre 1984   | N.D.                               | N.D.                              |                        |
| Totale: 5 reattori per circa 3.024 MW |                    |           |                    |                                    |                                   |                        |
| Reattori dismessi |                    |           |                    |                                    |                                   |                        |
| Nessuno |                    |           |                    |                                    |                                   |                        |
| NOTE: - La normativa in vigore prevede la possibilità di sostituzione e/o aumento del parco reattori al termine del ciclo vitale degli impianti ancora in funzione. |                    |           |                    |                                    |                                   |                        |